# Isaac Correia
Isaac Correia da Costa (25 aprile 1991) è un calciatore angolano, centrocampista del Primeiro de Agosto e della Nazionale angolana.

## Carriera

### Club
Ha sempre giocato per club angolani.

### Nazionale
Ha esordito con la Nazionale angolana nel 2012 ed ha preso parte alla Coppa d'Africa 2019.